# 개화파

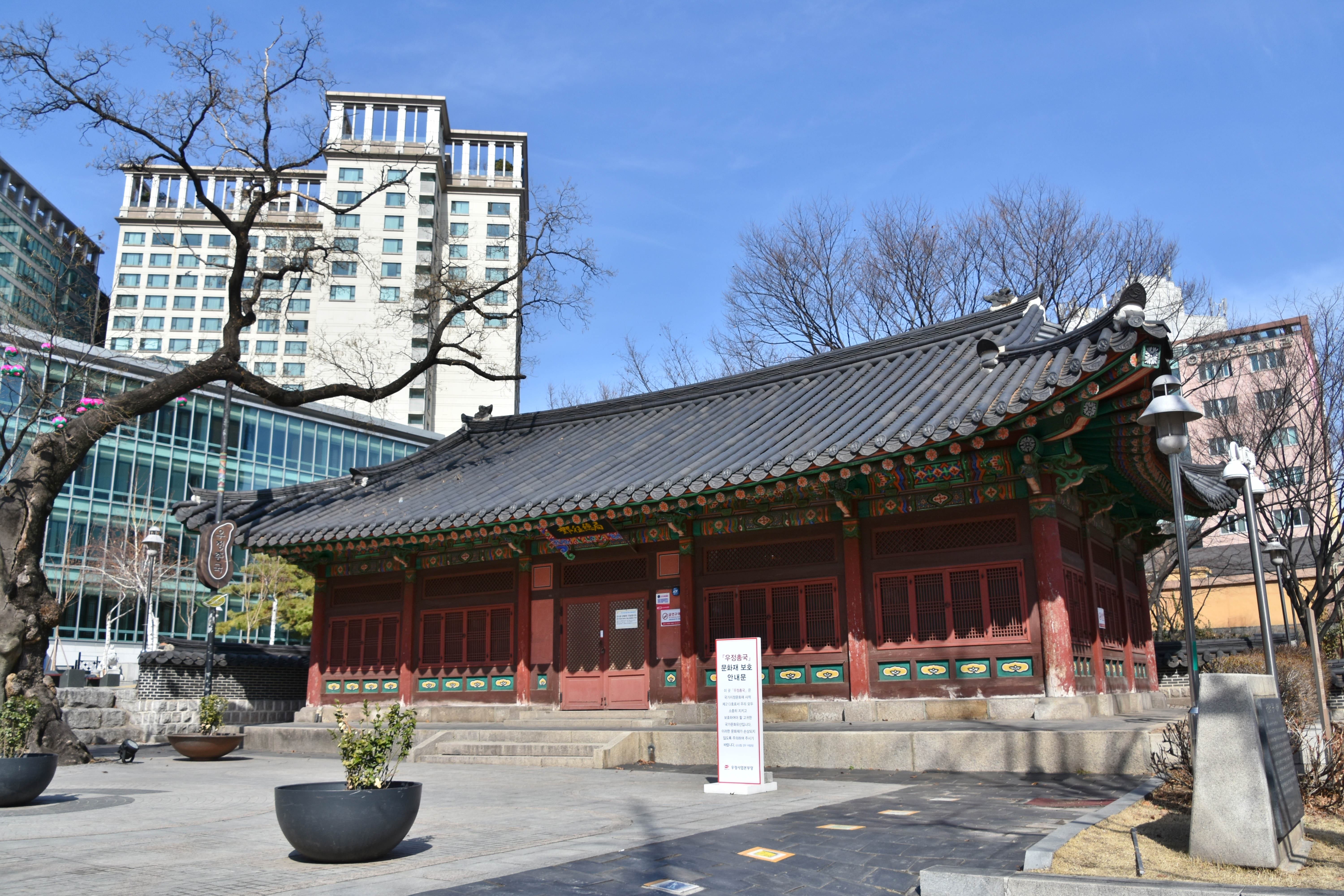
갑신정변이 일어난 장소인 우정총국

개화파(開化派)는 강화도 조약 이후 개화를 지지한 정치 세력이다. 개화당(開化黨)이라고도 한다.
개화파의 본격적인 활동은 흥선대원군의 하야와 고종의 친정 이후이지만 그 이전에도 외국의 문물을 배우자는 것은 북학파가 존재했다. 그러나 위정척사파가 전국의 다양한 유학자들의 지지를 받았던 것과 달리 개화파는 소수의 선각자들로부터 확산되는 모양새였다.
개화파의 선구자로는 오경석, 유홍기, 박규수가 손꼽힌다. 이들로부터 개화 사상을 배우거나 이들의 의견에 공감한 김옥균, 박영교, 김윤식, 유길준, 박영효, 서광범 등이 초기 개화파를 형성하였다. 1876년 강화도 조약 이후 개항 정국이 되자 고종은 수신사와 조사 시찰단을 일본에 파견하면서 개화파를 중용하기 시작하였고, 1880년 제2차 수신사로 일본에 다녀 온 김홍집이 《조선책략》을 들고 오자 이를 간행하여 전국에 회람시키는 등 개화 정책을 추진하였다. 이러한 개화 추진은 위정척사파의 극심한 반대를 가져왔다.
개화파는 정치 참여 이후 온건개화파와 급진개화파로 분화된다. 김옥균을 비롯한 급진개화파는 1880년 무렵 충의계라는 비밀 결사를 만들어 별도의 정치세력화를 도모하였다. 개화파는 흥선대원군의 하야 이후 외척인 여흥 민씨와 손잡고 위정척사파와 대립하는 구도를 보였으나, 1882년 임오군란의 처리 과정에서 청나라가 개입하여 흥선대원군을 납치하자 온건파와 급진파 사이에 이에 대한 평가가 엇갈리면서 갈등이 일어나게 된다. 임오군란 이후 제물포 조약이 채결되는 한편 민영익이 개화파와 관계를 끊자 급진개화파는 위기 의식을 느끼고 쿠데타를 준비하였고 결국 갑신정변을 일으켰다.
갑신정변은 삼일천하로 실패하였고 갑신정변의 주역들이 망명하면서 급진개화파는 몰락하였다. 한편 임오군란 이후 급진개화파와 일정한 거리를 유지하고 있던 온건개화파는 정계에서 살아남을 수 있었지만 갑신정변 실패의 여파로 개화 정책의 추진은 조심스러울 수 밖에 없었다. 온건개화파는 직접적인 정책 변화 보다는 교육 사업과 《한성주보》 등의 언론 사업으로 개화 여론 조성을 시도하였다.
1894년 갑오년은 여러모로 조선에 숙명적인 한 해였다. 2월 시작된 갑오농민전쟁은 봉건적 악습의 폐지를 주장하면서 동시에 외세에 대한 반대도 분명히 하여 개화파와는 대척점에 서 있었다. 동학군이 전주성을 점령하자 고종은 청나라에 파병을 요청하였고 조선이 다시 청의 세력 아래로 들어가는 것을 반대하는 일본도 군대를 파견하여 청일전쟁이 벌어진다. 내우외환 속에 고종은 개화파와 손잡고 갑오개혁을 시작하여 동학 농민군의 요구를 일부 수용하는 한 편 흥선대원군 복권을 시도하는 청나라의 입김에서 벗어나고자 하였다. 새로 설치된 군국기무처는 김홍집을 비롯한 어윤중, 김윤식 등의 온건 개화파 주도하였으나 흥선대원군을 둘러싼 내분으로 약화되었고 일본은 10월 이후 조선을 보호국으로 삼는 준식민지 정책을 추진하면서 군국기무처를 방해물로 여겼기 때문에 갑오개혁은 별 다른 성과를 내기 힘들었다.
갑오년이 지나고 1895년 을미년에 들어 일본이 명성황후를 시해하는 을미사변이 벌어진다. 이 일은 전국에서 을미의병이 일어나는 계기가 되었다. 을미의병의 중심이었던 위정척사파는 개화파를 친일파로 여겼다. 을미의병 뒤로도 김홍집을 대표로 하는 온건개화파는 정부의 핵심에 참여하고 있었지만 고종의 신뢰를 상실하였다. 1896년 아관파천 이후 고종은 개화파를 일괄 해임하였고 그 와중에 김홍집은 성난 군중에게 사로잡혀 죽임을 당한다.
아관파천 이후 고종은 개화파의 정책 개혁 중 일부를 과거로 되돌렸지만 이완용, 이범진, 윤치호 등으로 내각을 구성하였다. 이들 역시 넓게 보아 개화파와 같은 정책을 지지하는 사람들이었다. 1897년 러시아 공사관에서 경운궁(훗날 덕수궁)으로 돌아온 고종은 이 해 대한제국을 선포하고 황제로 즉위하였으며 근대 문물의 도입을 위한 광무개혁을 실시하였다.:490-493
대한제국 수립 이후 갑신정변으로 망명하였던 서재필 등이 돌아와 독립협회를 세웠다. 이들은 만민공동회 등의 집회를 통해 입헌군주제를 수립하는 것을 목표로 활동하였다. 고종은 독립협회의 입헌군주제를 진심으로 받아들일 생각이 없었고 조병식이 독립협회가 공화국 수립을 추진한다고 무고하자 이를 계기로 독립협회를 해산시켰다.:494-495
독립협회 해산 이후 자생적 근대화를 추진하던 개화파는 여러 정치 세력으로 분산되어 와해되었다. 친러파였던 이완용은 러일전쟁 이후 친일파로 돌아섰고 서재필은 다시 망명지였던 미국으로 돌아갔으며 박영효와 같은 개화파 인사들 가운데 상당수도 친일파가 되었다. 한편 김가진과 같이 왕정복고를 주장하는 독립운동을 벌인 사람도 있었고 자강과 독립을 주장한 애국계몽운동 역시 개화파의 사상을 계승하였다.
개화파 와해 이후로도 근대 문화의 수용은 시대적 과제였다. 안창호 등이 참여한 신민회는 독립과 함께 상공업 진흥과 근대 교육을 중요하게 여겼고, 최시형은 동학을 천도교로 바꾼 갑진혁신운동을 통해 그 동안 반외세적 입장이었던 동학의 사상을 근대 개혁적 사상으로 바꾸어 놓았다.

## 명칭
조선에서 개화(開化)라는 말은 "개물성무 화민성속"(開物成務 化民成俗)를 줄여 만들어진 말이다. "개물성무"는 만물의 뜻을 통하여 천하의 일을 완수한다는 의미로 《역경》 〈계사상전〉 제11장이 출전이다. 조선에서는 왕의 경연에서 종종 다루어져 왔다. "화민성속"은 군왕이 모범을 보여 백성들의 풍속을 가꾼다는 의미로 《예기》의 〈학기〉가 출전이다. 《조선왕조실록》의 〈중종실록〉에는 백성을 덕화로서 다스리려 하나 인륜을 저버리는 사례가 있음을 개탄하는 내용에서 인용된 바 있다.
그러나 개항 시기 조선에서는 당시 일본에서 문명화의 의미로 사용되던 문명개화(文明開化)의 줄임말인 개화의 의미로 도입되어 사용되었다.  영어 Civilization 에 해당하는 번역어인 문명개화는 후쿠자와 유키치가 체택한 것이다. 후쿠자와는 당시 청나라에서 사용되던 용례에 따라 문명개화를 번역어로 채택하면서 서양화를 목적으로 하는 것이라고 설명하였다.
후쿠자와의 문명개화는 1870년대 일본의 지식층 사이에서 널리 퍼져나갔으며 1881년 조사시찰단으로 일본을 방문한 박정양 등이 이를 받아들여 조선에 전하였다. 유교 경전을 출전으로 하는 문화, 문명 등의 개념은 조선의 지식인에게도 낯설지 않은 용례였기 때문에 어윤중 등이 보다 변화의 의미를 강조하여 사용한 일변(一變) 양제(洋制) 등을 제치고 개화라는 용어가 널리 사용되게 되었다.
서양의 문물을 받아들이는 문명화를 뜻하는 개화는 개화 사상을 지지하는 세력 뿐만 아니라 반대하는 세력에서도 일반적으로 같은 의미로 사용되었다.

## 개화파의 기원

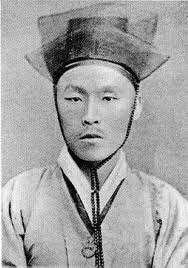
김옥균은 개화파 초기의 중심 인물 가운데 한 명이었다.

개화파의 기원에 대한 설명은 크게 보아 두 갈래로 나뉜다. 하나는 북학파였던 박지원의 후손인 박규수의 역할을 중심으로 한 실학의 계승을 강조하는 주장이고, 다른 하나는 역관이었던 오경석이 중국 등을 왕래하며 알게 된 새로운 사상의 수입을 강조하는 주장이다. 두 주장이 대치하는 지점은 김옥균 등의 급진개화파가 누구의 영향을 더 크게 받았는 지에 대한 것이나 박규수, 오경석, 김옥균 등이 1870년대에 들어 박규수의 사랑방에 모여 개화당을 형성하게 되었다는 점은 일치한다.
서울대학교의 김명호는 박규수의 역할을 보다 중요하게 평가하면서 실학과 연계한 자발적 근대화에 촛점을 맞추고 서울대학교의 김종학은 오경석 등 중인 출신 인물들의 보다 급진적인 개혁 욕구에 촛점을 맞춘다. 박규수와 오경석이 비록 오랜 친분이 있었고 둘 사이에 개혁에 대한 공감대 역시 오랜 세월에 걸쳐 쌓였을 것이나 스스로를 개화당이라 부르기 시작한 것은 김옥균으로 박규수와 별도로 오경석 등과 친분이 있었던 것으로 보인다.
정확한 시작 연도를 확인 할 수 없으나 1870년대 초반 이후 초기 개화파들의 회합이 시작되었다.  김옥균은 1872년 21세의 나이로 알성시에 장원으로 급제한 이후 1874년 홍문관 교리로 발탁되어 문관의 길을 걸었고 김홍집, 홍영식, 서광범, 박영효, 서재필과 같은 양반 출신 개화 인사들 뿐만 아니라 이동인, 오경석, 유홍기 등의 중인 출신 개화 인사들과도 두루 소통하였다. 따라서 김옥균이 누구의 영향을 더 받아 자신의 사상을 발전시켰는 지와 별개로 개화파의 정치세력화 중심에 김옥균이 있었음은 분명하다.

## 흥선대원군의 하야
흥선대원군이 실각한 가장 큰 이유는 서원 철폐 정책으로 위정척사파와 극심한 갈등을 겪었기 때문이다. 1873년 최익현은 상소를 올려 흥선대원군이 국왕의 권위를 침범한다는 이유로 탄핵하였다. 고종이 이 상소를 받아들이자 흥선대원군은 하야할 수 밖에 없었다. 당시 20세였던 고종은 아버지인 흥선대원군의 섭정에서 벗어나 친정을 단행하고자 하였고 마침 위정척사파의 상소가 올라오자 곧바로 행동에 나섰다. 그러나 고종은 자신의 친정을 도울 조력자로 위정척사파가 아니라 척족인 여흥 민씨와 개화파를 선택하였다. 고종의 개화파 기용은 스스로 성군이 되려거나 개혁의 의지가 강했기 때문이 아니라 아버지를 끌어내렸다는 비난에 대한 의식과 고종 자신의 친정에 대한 명분을 만들기 위해서였다. 흥선대원군의 시대 인식과 외세에 대한 대응은 위정척사파와 다를 바가 없었기 때문이다. 고종의 실제 목표는 개화가 아니라 왕권의 강화였기 때문에 이후 개화파 일부가 입헌군주제를 주장하였을 때 결코 받아들일 수 없었다.
훙선대원군 하야 당시 김옥균 등은 아직 나이가 어린 실무 담당자였고 실제 국가적 정책의 수립은 민영익 등의 척족 출신의 몫이었다.

## 개화파의 득세
고종의 친정 이후 일어난 운요호 사건과 이에 따른 1875년 강화도 조약으로 조선은 개항 정국으로 접어들었다. 고종은 청나라 이홍장 등이 추진하던 변법자강을 참조하여 1880년 통리기무아문을 설치하고 기존의 관제와 혼용하여 새로운 문물의 도입을 시도하였다.
1881년 조사시찰단으로 일본에 다녀온 김홍집이 주일 청나라 외교관 황준헌의 《조선책략》을 가져오자 이를 간행하여 전국에 회람하는 한 편 조선의 새로운 외교 방침으로 삼고자 하였다. 《조선책략》의 간행과 회람은 위정척사파의 격렬한 반대를 불러 영남만인소의 계기가 되었다. 그러나 고종은 개항 이후 개화 정책을 지속하였고 개화파는 동도서기론으로 자신들의 개화 사상을 정당화하였다.
1882년 개항 이후 새로 편성된 신식 군대인 별기군에 비해 차별 대우를 받고 몇 달째 급여조차 받지 못하던 오군영의 군사들의 불만이 폭발하여 임오군란이 일어났다. 이들은 개화 정책의 추진 책임이 척족 여흥 민씨 세력에게 있다고 보고 명성왕후 민씨를 살해하고자 하였다. 명성왕후가 간신히 목숨을 건져 피신한 사이 임오군란의 주도 세력은 흥선대원군을 다시 복권시켰다. 이미 변법자강 정책으로 근대화를 추진하고 있던 청나라는 흥선대원군의 복귀로 인한 쇄국을 경계하는 한 편 조선에 대한 자신들의 영향력을 유지하기 위해 흥선대원군을 납치하였고 이로 인해 임오군란 정국 역시 막을 내린다.
임오군란 이후 개화파는 점진적 정책 개혁을 주장하는 온건개화파와 시급히 제도를 개혁하여야 한다는 급진개화파로 분화되었다. 김홍집을 대표로 하는 온건개화파는 여전히 동도서기론을 주요 근거로 삼아 동도개화파로도 불리며, 김옥균을 대표로 하는 급진개화파는 변법자강을 주요 근거로 삼아 변법개화파라도 불린다. 김옥균 등의 급진개화파는 별도의 비밀결사인 충의계를 조직한다.

### 강화도 조약

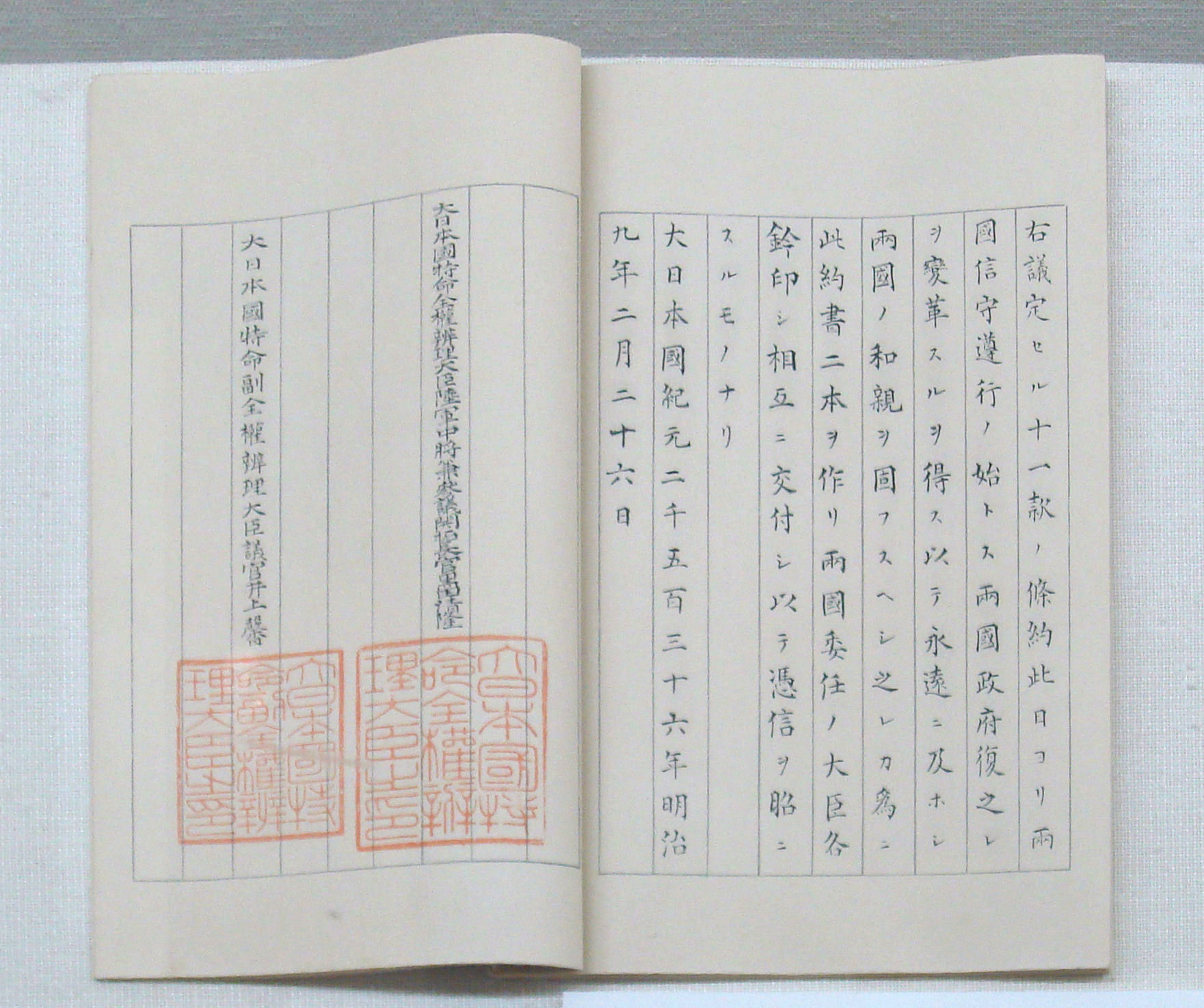
강화도 조약

메이지 유신이후 수립된 메이지 정부는 1868년 조선에 서계를 보내 근대적 동등한 수교를 요구한다. 그러나 조선은 일본의 서계가 기존의 격식을 지키지 않았다는 이유로 접수를 거부하였다. 조선의 일본 국서 거부는 일본의 서계가 스스로를 황제로 칭하고 서계를 황제가 발행하는 칙서로 표현하는 등 조선의 전통적인 외교 정책과 성리학의 화이론 입장에서 받아들일 수 없는 문구들이 있었기 때문에 일어났다.
근대 국가를 지향하는 메이지 정부의 내각은 조선의 서계 거부를 모욕으로 받아들였고 정한론이 일었다. 결국 정한론은 시기상조로 결론났으나 이로 인해 사이고 다카모리가 사직하고 이후 세이난 전쟁으로 이어지는 내분을 겪는다. 일본은 청일수호조약으로 청나라와 일본이 황제국과 번국의 관계가 아니라 동등한 자주 국가로서 국교를 맺고 다시 조선에게 같은 요구를 하였으나 흥선대원군의 하야 이후로도 서계의 문구에 대한 조선의 입장은 변하지 않았다.
고종은 1873년 개화파의 박규수를 우의정으로 삼았다. 박규수는 고종의 부름에 네 번이나 사의를 표하다가 궁궐에 화재가 있었던 것을 계기로 우의정을 맡았는데 당시 영의정 이유원을 비롯한 정부 주요 문신이 여전히 척화론자이었기 때문이다. 황현은 《매천야록》에서 이유원이 탐욕이 많다고 비판하면서 박규수의 인품을 칭찬하였다.
청나라는 일본의 타이완 침략을 알리면서 일본 군사력에 대한 경계가 필요하며 되도록 일본과 수호를 맺으라 권하였다. 이유원과 박규수는 군비 강화에 대해서는 의견 일치를 보였으나 수교 문제에 대해 이유원은 여전히 척화론의 입장을 보였다. 1875년 음력 5월 일본의 서계를 처리하는 방안에 대해 이유원이 여전히 부정적 입장을 보이는 가운데 박규수가 외교적 실리를 따지는 것이 우선이라며 서계 수락을 주장했으나 고종은 결국 서계 접수를 거부하는 쪽으로 결론을 내렸다.
조선이 서계를 거부하자 일본은 자신들이 미국으로부터 겪었던 포함외교를 조선에 사용하였다. 1875년 9월(음력 8월) 운요호 사건을 일으킨 일본은 이를 빌미로 배상과 조약을 요구하였고 신헌이 교섭 대표로 나서 강화도 조약을 맺었다. 강화도 조약은 조선이 근대 국제법을 기반으로 한 최초의 외교 조약이었으나 포함외교 뒤에 채결되었고 조선이 세계 정세에 밝지 못하여 매우 불평등한 내용을 담고 있었다.

### 수신사 파견

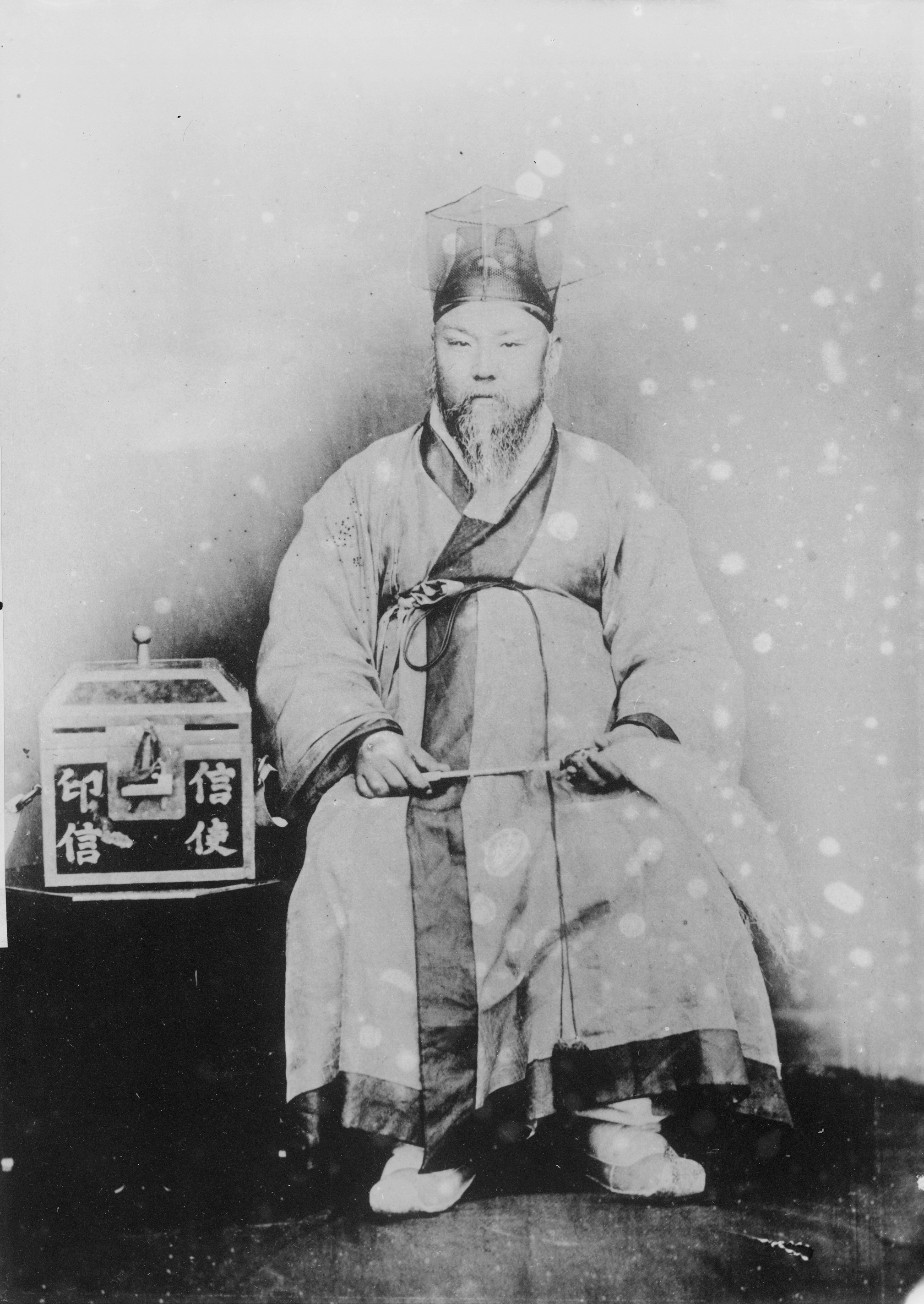
김기수는 수신사로 파견되어 일본에서 사진을 촬영하였다.

강화도 조약 이후 조선은 일본에 수신사를 파견하였다. 제1차 수신사로는 김기수가 파견되었으며 그는 일본을 왕래하여 일본의 문물 등의 상황을 보고하였다. 외교 사절과 관련하여 일본은 조선과 일본 양국이 모두 상주하는 외교관을 두기를 희망하였으나 조선은 통신사의 전례를 근거로 사절이 왕래하되 조선의 외교관이 일본에 상주하는 것은 거절하였다. 대신 1877년 일본은 조선에 상주하는 공사를 파견하였다.
첫 수신사가 단순히 사절 왕래의 재개를 상징하는 것 이상의 성과를 내지 못한 것과 달리 제2차 수신사로 파견된 김홍집은 보다 다각적으로 일본의 정황을 살피고 일본 청나라 외교관 황준헌을 만나 《조선책략》을 건내 받아 돌아왔다. 조선의 정부는 《조선책략》을 당시 세계 정세를 판단하는 기초 자료로 파악하였고 황준헌이 제시한 청나라, 일본, 미국, 조선의 러시아 견제를 위한 연계에 대해 "초나라를 위한 것이지 조나라를 위한 것이 아니"라는 《사기》의 고사의 떠올리면서도 당장 조선이 러시아와 국경을 맞대고 있기 때문에 유용한 계책이라고 판단하였다. 고종은 《조선책략》을 간행하여 전국에 회람하도록 하였다. 이 일은 척화론을 주장하는 위정척사파를 자극하여 영남만인소의 계기가 되었다.
김홍집은 수신사의 파견만으로는 일본의 실정을 다 파악하기 어렵다고 판단하고 고종에게 조사시찰단의 파견을 건의하였다. 고종은 척화론자의 여론을 고려하여 신사유람단이라는 명목으로 개화파의 주요 인물들을 일본에 파견하였다. 고종은 위정척사파의 이목을 속이기 위하여 이들을 암행어사로 임명하여 동래부까지 가도록하였고 개인 자격으로 일본을 방문하였다. 조사시찰단은 일본 정부의 각 부서와 산업, 방위 현장 등을 둘러 본 뒤 귀국하였다. 고종은 통리기무아문을 설립하면서 조사시찰단의 인사들 대부분을 기용하여 개화파에 힘을 실어 주었다.

### 통리기무아문
개화 정책 추진을 공식화 한 고종은 1880년 기존의 정부 기구도 근대적으로 개편하기로 하고 청나라의 총리각국사무아문을 참조하여 통리기무아문을 설치하였다.
개화 정책 추진에 대해 위정척사파는 영남만인소와 같은 여론을 형성하며 반대하였다. 척화론의 이러한 반대에 대해 개화파는 동도서기론으로 반박하였다. 동도서기론은 청나라의 양무운동이 주장한 중체서용론(中體西用論)이나 일본의 개항 초기 화혼양재론(和魂洋才論)과 같은 맥락에서 기존의 세계관을 유지하면서 뛰어난 서양의 문물은 받아들이자는 주장이었다. 이는 위정척사파 등의 개화에 대한 극심한 반발을 잠재우기 위한 방편이기도 하였다. 1882년 고종은 전국의 척화비 철거를 지시하면서 유학의 근본 도리를 지키면서도 발전된 서구 문물을 받아들이지 않을 수 없다고 동도서기론을 공식화 하였다.
통리기무아문은 기존의 관직 체계와 중복되는 이중적 기구였다. 통리기무아문의 총리대신은 영의정이 겸임하였고 주요 사무는 신식 무기의 수입과 외교 관계의 처리 등이었다. 처음에는 척족 세력을 중용하였으나 조사시찰단이 귀국한 이후 이들을 대부분 통리기무아문에 배속시켜 개화파가 실질적인 정책 수행을 하도록 하였다.

### 임오군란과 개화파의 분화
1882년 훈련도감에 속해 있던 옛 군대는 새롭게 창설된 별기군과의 차별과 13개월에 걸친 급여의 미지급에 항의하여 임오군란을 일으켰다. 임오군란을 일으킨 군인들은 흥선대원군의 복위와 명성왕후 민씨의 살해를 통해 개화파의 정책을 좌초시키고자 하였다. 명성왕후 민씨가 황급히 피신한 가운데 다시 실권을 장악하게 된 흥선대원군은 명성왕후의 사망을 발표하고 장례까지 치렀다. 한성부의 하층민들 역시 임오군란에 합류하였는데 이들이 보기에 개화파의 개화 정책은 고질적인 조선 사회의 신분 격차를 오히려 크게 벌리는 일이었고 당시 대다수 사람들은 여전히 위정척사파의 입장에 동조하고 있었다. 일본 공사 하나부사 요시모토가 황급히 일본으로 피신한 가운데 청나라가 개입하여 흥선대원군을 납치함으로써 임오군란은 몇 일 만에 막을 내리게 된다.
임오군란을 맞으면서 이미 동도서기론과 변법자강론의 차이를 보이던 개화파 내의 온건개화파와 급진개화파가 분화하게 되었다. 이미 김옥균을 중심으로 별도의 비밀결사인 충의계를 결성하고 있던 급진개화파는 청나라의 개입을 내정 간섭이라며 반발하였고 임오군란 이후 척족 여흥 민씨의 중심 인물이었던 민영익이 개화파와 관계를 끊자 급진 개화파는 단독의 정권을 수립하고자 하였다. 이에 반해 청나라의 양무운동을 모델로 하고 있던 김홍집을 중심으로 한 온건 개화파는 청의 개입 이후 정부에 복귀하여 기존의 동도서기론에 따른 개화 정책을 계속하여 추진하고자 하였다. 임오군란으로 위기를 맞은 개화파의 이러한 분화는 갑신정변의 원인이 된다.

## 갑신정변

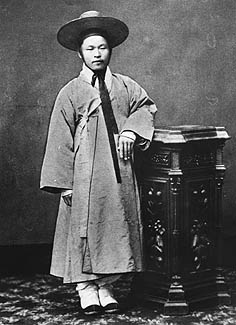
갑신정변의 주역 가운데 한 명인 홍영식

갑신정변은 임오군란 이후 위기를 맞은 급진개화파의 대응책이었다. 1883년 김옥균은 일본으로 건너가 국채를 얻고자 하였으나 실패하였다. 급진개화파는 이 일을 큰 위기로 받아들였고 정변을 계획하게 되었다. 정변을 일으키기로 결정하고 기회를 보던 급진개화파는 1884년 12월 우정총국의 낙성식을 계기로 갑신정변을 일으켰다.
갑신정변으로 정부를 장악한 급진개화파는 갑신혁신정강 14개조를 발표하여 신분제의 폐지, 정부기구의 근대화, 국가 재정의 일원화 등을 선포하였다.
갑신정변은 정변 3일 만에 청이 군사 개입을 하여 실패로 끝났다. 정변의 주역 가운데 한 명이었던 홍영식은 고종을 호위하다 전사하였다. 정변이 실패하자 김옥균, 서재필 등의 급진개화파는 망명하였다. 고종은 갑신정변 이후 망명한 급진개화파를 대역죄인으로 선포하였고 김옥균은 여러 망명지를 전전하다 암살되었다.
갑신정변의 실패로 급진적 개화 정책의 추진은 좌절되었으며 외교적으로 조선은 다시 청나라의 영향권에 놓였다. 일본은 자국 공사관이 공격 받은 것에 대한 배상금을 요구하는 한편 청나라와 조약을 맺고 양국의 군대를 철수하기로 하였다.:476-477 그러나 청일 모두 조선에 대한 개입을 중단할 의사가 없었기 때문에 이는 훗날 청일전쟁의 원인이 된다.
갑신정변 이후 개화파는 큰 위기를 맞았고 이후 갑오년에 이르기까지 10년 동안 권력에서 배제되었다. 온건개화파는 직접적인 정책 변화 보다는 교육 사업과 《한성주보》 등의 언론 사업으로 개화 여론 조성을 시도하였다.

## 갑오년: 1894년
1894년 갑오년은 조선의 모든 사람들에게 운명적인 한 해였다. 갑오농민전쟁, 갑오개혁, 청일전쟁으로 이어진 이 해의 사건들은 이후 조선의 앞길에 큰 영향을 미쳤다.
1894년 전라도 고부군에서 갑오농민전쟁이 시작되었다. 정부는 조병갑의 학정을 민란의 원인으로 보고 이용태를 안핵사로 파견하여 민란을 진정시키고자 하였다. 고부군 농민들은 조병갑이 파직되어 압송되자 정부의 약속을 믿고 해산한 상태였다. 그러나 안핵사로 파견된 이용태는 고부에서 시작되어 전라도와 충청도로 확대되고 있던 농민의 항쟁을 동학의 소행이라 단정하고 참가자 모두를 역적으로 몰아 사태를 키웠다. 이용태가 민가를 불태우고 약탈하는 만행을 보이자 소강 상태였던 농민 항쟁이 다시 일어나 전주성을 함락하였다.
갑오농민전쟁의 중심 세력이었던 동학군은 전봉준, 김개남 등이 이끌었다. 동학은 이름부터 서학에 반대한다는 의미를 내포하고 있어 척화론 입장을 지니고 있었고 흥선대원군과 일정한 연락을 취하고 있었다. 개화파가 정적인 흥선대원군과 연계된 동학 농민군을 적으로 여기는 것은 어찌 보면 당연한 일이었다. 한편 유학자들 역시 전통적인 성리학에 반하는 동학을 체제를 위협하는 불온한 사상으로 취급하고 있었다.
고종은 전주화약을 통해 농민군의 요구 일부를 수용하였으나 청나라와 일본 모두에 군사 지원을 요청하고 있었다. 청나라군은 아산에 주둔하였고 일본은 서울에 주둔하였다. 서울에 주둔한 일본군은 경비를 구실로 서울의 4대문을 통제하였고 7월 23일 새벽 경복궁을 포위하고 흥선대원군을 앞세워 척족 여흥 민씨를 축출하였다. 이후 김홍집을 총재관으로 하는 군국기무처가 세워졌다. 일본이 궁궐을 점령한 가운데 이루어진 내각 개편으로 인해 김홍집과 온건개화파에게 친일 인사라는 비판이 쏟아졌다.

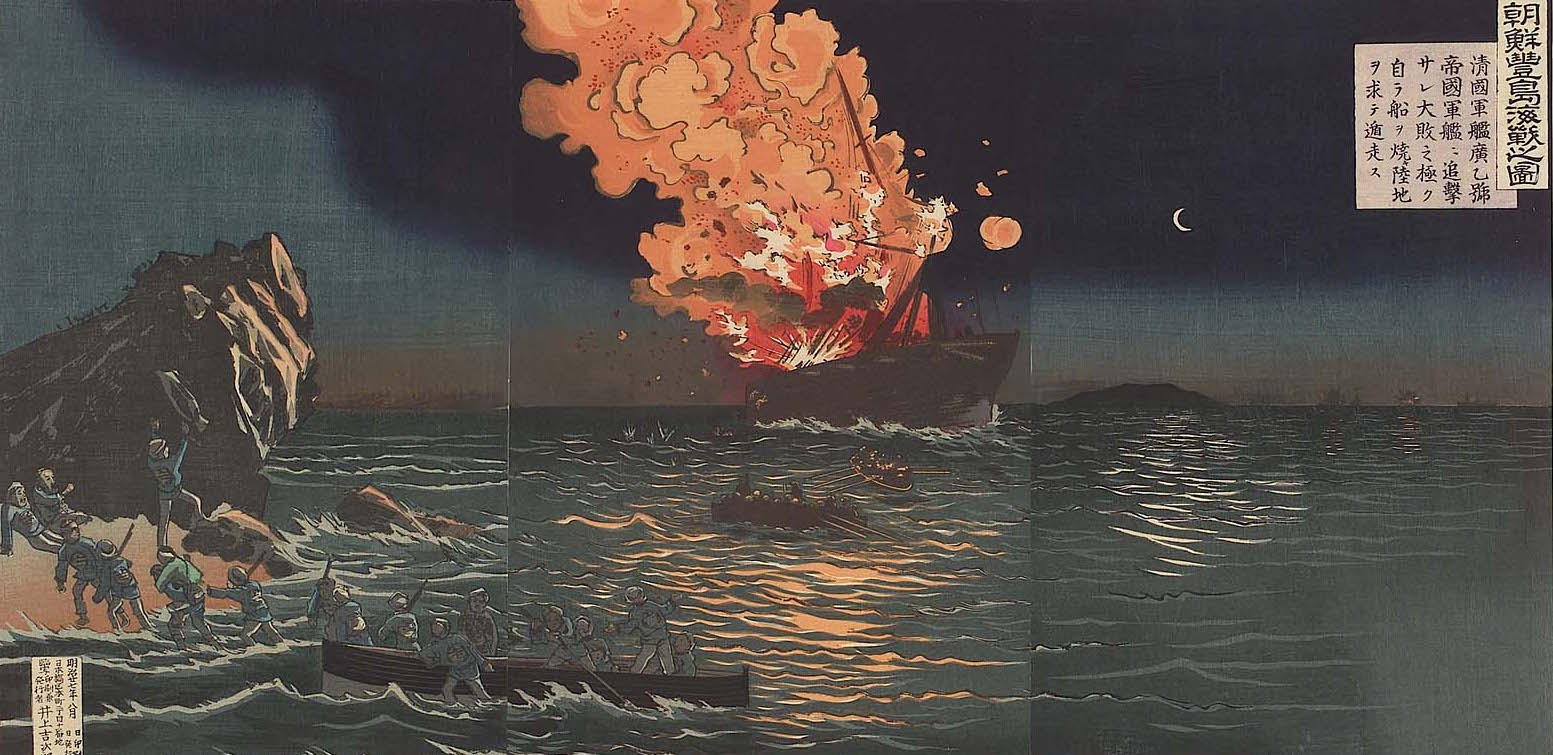
풍도해전을 묘사한 일본의 판화

일본이 정변을 통해 조선에 대한 영향력을 높이려 하자 청나라 역시 이에 대응하여 자신들의 영향력을 유지하고자 하였다. 갑신정변 이전까지 일본의 조선에 대한 입장은 청나라의 개입을 어느 정도 용인하면서 조선의 개화파를 지원하는 것이었으나 갑오년에 이를 시점에서는 이미 자신들의 외교적 이익 이외에는 별 다른 관심을 두지 않았다. 청나라는 흥선대원군에게 실권을 주는 방법으로 청나라의 영향력을 높이고자 하였고 고종은 이에 반발하여 개화파와 손 잡고 갑오개혁을 단행한다.  흥선대원군은 청나라와 일본 모두에게 고종의 친정 체계를 무너뜨리고 자신들의 영향력을 강화할 수 있는 인물로 받아들여졌고 흥선대원군 역시 동학 농민군과의 연락, 청나라와 일본에 대한 모호한 입장 유지 등을 통해 실권을 장악하고자 하였다.
갑오개혁은 일본의 영향력 아래 구성된 군국기무처에 의해 진행되었으나 그 와중에도 농민군이 제기한 신분제의 모순에 대한 해결을 비롯하여 자주적인 개화 정책을 실행하고자 하였다. 그러나 일본의 조선 정책이 이미 자국 이익 우선으로 변하면서 일본은 개화파의 개화 정책마저 방해물로 여겼다. 당시 일본은 야마가타 아리토모 의견서가 주장한 일본의 "이익선"(利益線) 안에 조선을 포함시켜 조선을 반식민지인 보호국으로 삼는 방향으로 대조선 정책을 수립하고 있었다. 군국기무처는 갑오개혁을 발표하며 개화 정책을 추진하였으나 구성원이 대원군의 실권에 대한 찬반으로 갈리면서 추진력을 잃었다.
1894년 7월 25일 풍도 앞바다에서 아산에 주둔한 청나라 군대의 보급 물자를 수송하던 선단을 일본 해군이 공격하여 청일전쟁이 시작되었다. 일본군은 열강의 간섭을 피하기 위해 되도록 빠른 승리를 하고자 하였고 9월에 평양에 주둔 중인 청나라 군대를 격파한 후 황해 전투에서 청의 함대마저 패퇴시킨 후 요동반도를 점령하였다. 이듬해 2월까지 이어진 청일전쟁은 일본의 승리로 끝났고 이로서 조선에 대한 청나라의 영향력은 급격히 쇠퇴하였다. 일본은 청일전쟁의 승리 후 시모노세키 조약을 통해 청나라가 조선을 "독립국"으로 인정하게 하고 요동을 점령하였으나 삼국 간섭으로 요동을 반환하였다.
청일전쟁 당시 조선의 군대는 중앙정부의 일관적인 통제에서 벗어나 있었다. 조선군은 지휘관의 성향에 따라 청나라를 지원하거나 일본군을 지원하는 등 분열된 모습을 보였다. 평양 전투 이후 조선에서 청나라 군대가 철군하자 일본은 조선군과 연합하여 농민군을 진압하기 시작하였다. 군국기무처는 청일전쟁의 양측에 대해 중립적인 외교 정책을 취했으나 동학 농민군의 진압에 일본군의 지원을 받는 일에는 적극적이었고, 일본군의 주둔 지원과 보급 지원도 결정하여 일본에 기울어진 내정을 하였다. 한편 일본에 의해 실권을 다시 잡은 흥선대원군은 겉으로는 일본을 지원하는 듯 하였으나 내부적으로는 일본의 영향력을 약화시키고자 하였다. 일본 역시 이를 파악하고 자신들의 손으로 들여온 대원군을 다시 자신들의 손으로 축출하고자 하였다.
1894년 11월 동학 농민군은 우금치 전투에서 일본군과 관군의 연합 진압부대를 맞아 최후의 결전을 벌였다. 기관총과 같은 신식 무기 앞에서 조총과 창칼로 무장한 농민군은 궤멸적 타격을 입고 패주하였다.

## 을미년: 1895년
을미년인 1895년 청일전쟁이 일본의 승리로 끝나면서 청나라는 더 이상 조선에 큰 영향력을 발휘할 수 없는 상태가 되었다. 고종은 일본의 일방적인 영향력을 견제하기 위해 미국 등에 도움을 요청하고 있었지만, 당시 일본은 러시아 견제를 위해 영국과 동맹 중이었고 미국은 필리핀을 놓고 스페인과 경쟁 중이었기 때문에 극동의 상황에 대해서는 별 달리 개입할 의사가 없었다. 그러나 고종은 이후로도 미국의 지원을 몹시 고대하였다.
청일전쟁 승리 후 일본은 점차 조선에 대한 영향력 강화를 시도하였다. 일본은 온건개화파 내각을 후원하고 있던 척족 여흥 민씨 세력을 자신들의 방해물로 보고 명성왕후 민씨를 살해하는 을미사변을 일으킨다. 이로 인해 반외세 감정이 전국적으로 격앙된 가운데 김홍집의 온건개화파 내각은 단발령을 단행하여 위정척사파의 격렬한 반대를 불러온다. 을미사변과 단발령을 계기로 을미의병이 거병한다. 을미의병은 주요 지방 도시를 점령하고 항일 운동을 전개하지만 조선군과 일본의 연합군에게 패배한다.
개화파의 단발령에 대다수 사람들이 크게 반발하였다. 유학자들은 고종이 먼저 상투를 자른 것을 국가적 치욕으로 여겼다. 이와는 별개로 고종 역시 일본의 영향력이 점차 커져가는 군국기무처에 대한 불만을 지니고 있었다. 고종은 청나라의 영향력이 사라진 가운데 일본의 영향력을 견제하고자 러시아를 끌어들이기로 결심한다.

## 병신년: 1896년
1896년 병신년 개화파의 첫 정책은 그레고리력 체택이었다. 이는 단순히 양력을 도입한다는 의미를 넘어 그동안 청나라의 시헌력을 체택하여 온 조선이 시간의 기준마저 그것에서 벗어났다는 것을 상징한다.
한편, 을미사변 이후로도 다른 나라의 지원을 기대할 수 없게 되자 고종은 러시아를 끌어들인다. 1896년 2월 11일 고종은 경운궁(훗날 덕수궁)의 비밀 통로를 이용하여 러시아 공사관으로 피신하는 아관파천을 단행한다. 아관파천과 동시에 고종은 기존의 개화파 내각이 일본과 가깝다고 판단하고 이들을 모두 해임한다. 갑작스런 사태를 맞은 김홍집은 고종을 알현하고자 하였으나 실패하고 종로에서 성난 군중에게 살해당한다.
김홍집의 사망은 개화파의 정부 참여가 끝을 맺었음을 보여주는 상징적 사건이었다. 이후 개화파는 친러파, 친일파, 애국계몽운동 등으로 분산되며 와해되었다. 옛 급진개화파이었다가 갑신정변 이후 망명하였던 서재필 등은 귀국하여 독립협회를 세우고 독립신문을 발행하였다. 스스로 개화파의 후계임을 자처하였던 서재필은 러시아에 대한 견제를 활동의 주요 목표로 삼았다. 서재필과 독립협회는 고종에게 아관파천을 끝내고 환궁할 것을 여러 차례 건의하였고 결국 고종은 아관파천 1년 만에 경운궁으로 환궁하였다.

## 대한제국
1897년 아관파천을 끝내고 환궁한 고종은 대한제국을 선포하였다. 제국의 선포는 중국을 황제국으로 조선을 번국으로 상정하는 전통적 사대교린 외교 체계의 종말을 상징하였다. 고종은 아관파천을 끝낸 이후로도 러시아를 통해 날로 강해지는 일본의 영향력을 견제하는 외교정책을 이어갔다.
독립협회 등의 개화 운동 세력이 만민공동회를 통해 입헌군주제를 주장하였으나 고종은 이를 받아들이지 않았으며, 오히려 자신에 대한 정치적 위협으로 받아들였다. 고종은 황국협회를 통해 만민공동회를 방해하고 둘 사이의 충돌을 빌미로 불법화 하였다. 이로서 변법자강을 통한 자발적 개화를 추진한 개화파 세력의 직접적인 정부 참여는 더 이상 불가능하게 되었다.
한편 고종은 광무개혁을 통해 황제 중심의 근대화를 추진하였으나 러일전쟁으로 중단되었다. 러일전쟁에서 승리한 일본은 조선의 식민지화 정책을 추진하여 을사늑약을 통해 대한제국의 자주적 외교권을 강탈하였다. 고종은 여전히 미국에 희망을 걸고 있었지만, 미국은 일본과 가쓰라 테프트 밀약을 통해 일본의 조선 침탈을 용인한 상태였다.

## 분산과 계승
개화파는 아관파천 이후 다양한 세력으로 분산되었다. 이완용은 친러파의 대표였다가 다시 친일파로 돌아섰고 개화파의 대표 가운데 하나였던 박영효는 대표적인 친일파가 되었다. 한편, 서재필 등은 독립협회를 만들어 독자적인 정치세력화를 추진하였으나 입헌군주제를 놓고 고종과 갈등하였고 결국 해산되었다. 또한 갑오년 당시 반외세를 주장하였던 동학은 3대 교주인 손병희의 갑진혁신운동을 통해 천도교로 이름을 바꾸며 근대화를 추진하였다.
독립협회의 일부와 천도교의 일부는 일진회에 적극적으로 참여하여 대표적인 친일파가 되었다. 이들은 경술국치 정국에서 일본과의 병합을 주장하여 일본의 강점을 정당화하는 구실을 하였다.
친일파가 된 세력들과 달리 신민회와 같이 애국계몽운동을 주도하던 개화 사상가들은 이후 독립운동세력이 되었다. 위정척사파를 기반으로 하는 항일의병 가운데 일부가 대한독립의군부와 같은 무장투쟁을 시작하였던 것과 같이 개화 운동 세력도 흥사단과 같은 해외 독립운동 단체를 만들었다.
1919년 3·1 운동은 조선의 거의 모든 세력들이 결집한 독립 운동으로 개화 사상을 계승한 인물들도 다수가 이에 참여하였고 이후 대한민국 임시정부에도 참여하게 된다.

## 같이 보기
- 갑신정변
- 갑오개혁
- 김규식
- 이승만
- 윤치호